# Asamblea Prefectural de Osaka
La Asamblea Prefectural de Osaka (大阪府議会 Ōsaka-fu gikai?) es el parlamento prefectural de Osaka, Japón.
Posee 88 miembros, electos cada cuatro años mediante voto único no transferible, en distritos uninominales y plurinominales. Las funciones de la asamblea incluyen la creación y enmienda de leyes prefecturales, la aprobación del presupuesto e importantes decisiones administrativas, incluyendo el nombramiento de los vicegobernadores de la prefectura.
Fue creado en julio de 1878, cuando se estableció el sistema de prefecturas en Japón. En marzo de 1882 se construyó la sede de la asamblea, pero en marzo de 1892, éste sufrió un incendio que ocasionó que la asamblea fuese reubicada en el edificio gubernamental de la prefectura, siendo el lugar actual de las sesiones. En abril de 1947, luego de la promulgación de la Constitución de Japón de posguerra, se realizaron las primeras elecciones, donde fueron elegidos unos 74 diputados. El 4 de junio de 2011, se realizó una reforma que reajustó la proporcionalidad de las circunscripciones, reduciendo la asamblea de 109 a 88 miembros.

## Composición
Las últimas elecciones fueron realizadas el 12 de abril de 2015, como parte de las elecciones locales unificadas. El partido mayoritario es el Ōsaka Ishin no Kai (Asociación de la Restauración de Osaka), de carácter regionalista y liderado por el entonces alcalde de Osaka, Tōru Hashimoto, pero no obtuvo por dos escaños la mayoría del parlamento, por lo que mantiene un pacto de gobernabilidad con el Komeito, de carácter neutral.
Composición al 11 de mayo de 2016:
| Composición de la Asamblea Prefectural de Osaka                                           | Composición de la Asamblea Prefectural de Osaka |
| Grupo parlamentario                                                                       | Escaños                                         |
| ----------------------------------------------------------------------------------------- | ----------------------------------------------- |
| Ōsaka Ishin no Kai (大阪維新の会 Ōsaka Ishin no Kai?)                                     | 42                                              |
| Partido Liberal Democrático e Independientes (自由民主党・無所属 Jiyūminshutō/Mushozoku?) | 25                                              |
| Komeito (公明党 Kōmeitō?)                                                                 | 15                                              |
| Partido Comunista de Japón (日本共産党 Nihon Kyōsantō?)                                   | 3                                               |
| Partido Democrático (民進党 Minshintō?)                                                   | 1                                               |
| Total (+2 vacantes)                                                                       | 88                                              |

## Distritos electorales
Debido a los cambios electorales, se redujo de 109 a 88 miembros en las elecciones de abril de 2015. Los distritos electorales de Osaka abarcan unos 53, donde su mayoría abarcan un municipio, un barrio o una ciudad mayor designada (Osaka y Sakai), pero algunos otros cubren varios de éstos. Los nueve pueblos y la única villa dentro de la prefectura están asociados con el distrito al que pertenecen.
| dentro de la ciudad de Osaka | dentro de la ciudad de Osaka | ciudad de Kishiwada                                                                              | 2 |
| Kita-ku                      | 1                            | ciudad de Toyonaka                                                                               | 4 |
| Miyakojima-ku                | 1                            | ciudad de Ikeda                                                                                  | 1 |
| Fukushima-ku y Konohana-ku   | 1                            | ciudad de Suita                                                                                  | 4 |
| Chūō-ku                      | 1                            | ciudad de Izumiōtsu, ciudad de Takaishi y distrito de Senboku (pueblo de Tadaoka)                | 1 |
| Nishi-ku                     | 1                            | ciudad de Takatsuki y distrito de Mishima (pueblo de Shimamoto)                                  | 4 |
| Minato-ku                    | 1                            | ciudad de Kaizuka                                                                                | 1 |
| Taishō-ku y Nishinari-ku     | 2                            | ciudad de Moriguchi                                                                              | 1 |
| Tennōji-ku y Naniwa-ku       | 1                            | ciudad de Hirakata                                                                               | 4 |
| Nishiyodogawa-ku             | 1                            | ciudad de Ibaraki                                                                                | 3 |
| Yodogawa-ku                  | 2                            | ciudad de Yao                                                                                    | 3 |
| Higashiyodogawa-ku           | 2                            | ciudad de Izumisano y pueblo de Kumatori (del distrito de Sennan)                                | 1 |
| Higashinari-ku               | 1                            | ciudad de Tondabayashi, ciudad de Ōsakasayama y distrito de Minamikawachi                        | 2 |
| Ikuno-ku                     | 1                            | ciudad de Neyagawa                                                                               | 2 |
| Asahi-ku                     | 1                            | ciudad de Kawachinagano                                                                          | 1 |
| Jōtō-ku                      | 2                            | ciudad de Matsubara                                                                              | 1 |
| Tsurumi-ku                   | 1                            | ciudad de Daitō y ciudad de Shijōnawate                                                          | 2 |
| Abeno-ku                     | 1                            | ciudad de Izumi                                                                                  | 2 |
| Suminoe-ku                   | 1                            | ciudad de Mino y distrito de Toyono                                                              | 2 |
| Sumiyoshi-ku                 | 2                            | ciudad de Kashiwara y ciudad de Fujiidera                                                        | 1 |
| Higashi-Sumiyoshi-ku         | 1                            | ciudad de Habikino                                                                               | 1 |
| Hirano-ku                    | 2                            | ciudad de Kadoma                                                                                 | 1 |
| dentro de la ciudad de Sakai | dentro de la ciudad de Sakai | ciudad de Settsu                                                                                 | 1 |
| Sakai-ku                     | 1                            | ciudad de Higashiōsaka                                                                           | 5 |
| Naka-ku                      | 1                            | ciudad de Sennan, ciudad de Hannan, pueblo de Tajiri y pueblo de Misaki (del distrito de Sennan) | 1 |
| Higashi-ku y Mihara-ku       | 1                            | ciudad de Katano                                                                                 | 1 |
| Nishi-ku                     | 1                            |                                                                                                  |   |
| Minami-ku                    | 2                            |                                                                                                  |   |
| Kita-ku                      | 2                            |                                                                                                  |   |